# Piastowie

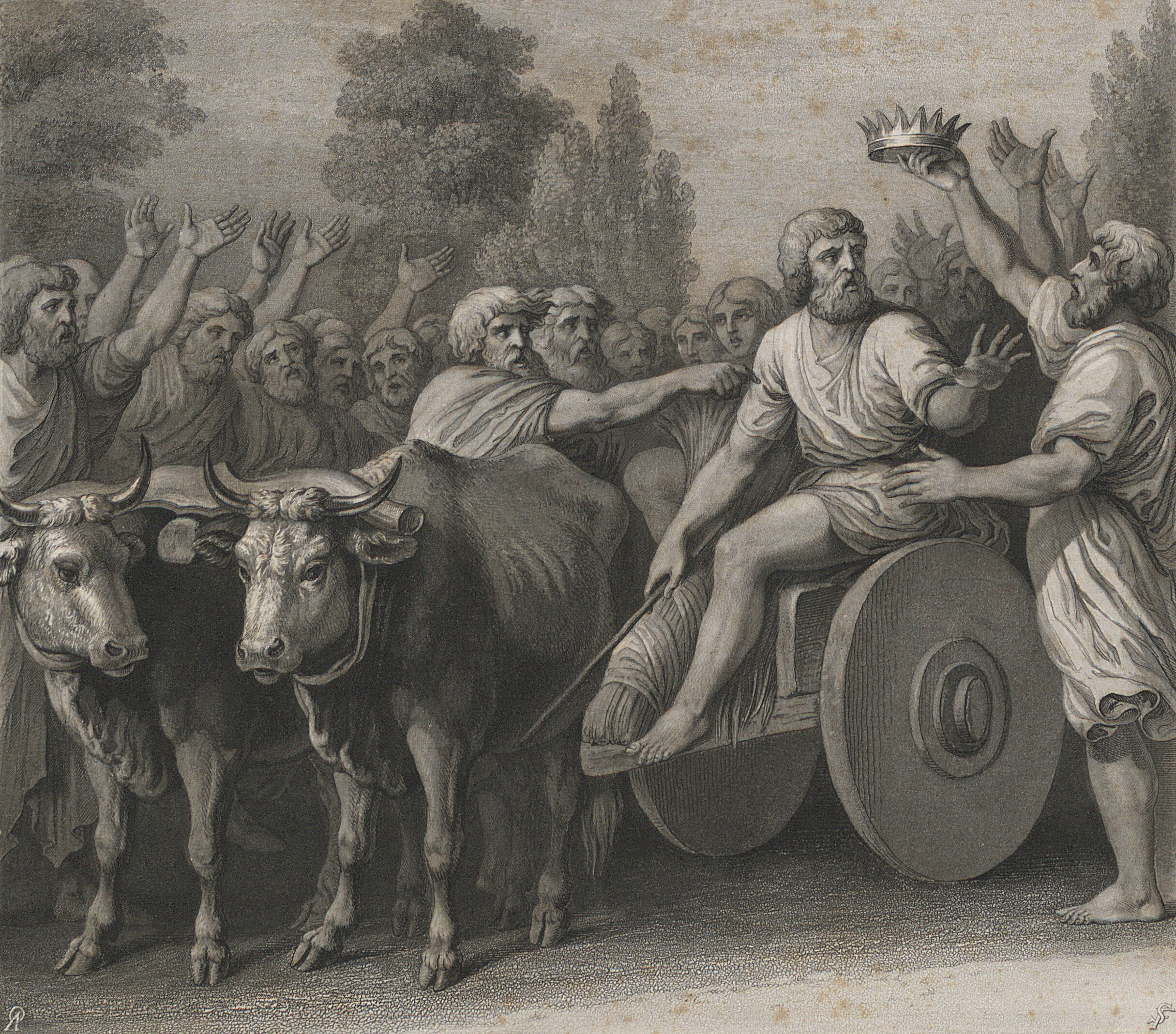
Elekcja Piasta na księcia

Piastowie – pierwsza historyczna polska dynastia panująca. Za jej protoplastę uchodzi legendarny Piast, syn Chościska, rataj spod Gniezna. Według legendy syn Piasta – Siemowit został pierwszym księciem Polan. Kolejnymi byli Lestek i Siemomysł. Pierwszym władcą z dynastii Piastów, którego historyczność nie jest kwestionowana, był Mieszko I.
Piastowie zasiadali na polskim tronie przynajmniej od około 960 roku (choć faktycznie na arenie międzynarodowej jako dynastia zaistnieli po przyjęciu chrztu przez Mieszka I w 966 roku) do 1370 roku (z przerwą na panowanie Wacława II), kiedy to zmarł Kazimierz III Wielki. Boczne linie Piastów utrzymały się na Mazowszu (do 1526 roku), na Śląsku zaś – linia senioralna (do 1675 roku).
Od pokolenia synów Bolesława III Krzywoustego Piastów dzieli się na linie: śląską (wywodzącą się od Władysława II Wygnańca), wielkopolską (wywodzącą się od Mieszka III Starego) oraz małopolską, mazowiecką i kujawską (wywodzące się od Kazimierza II Sprawiedliwego).

## Nazwa
Istnieją hipotezy, że nazwa piast (lub piastun) była określeniem urzędu pełnionego, zapewne dziedzicznie, przez członków rodu – urzędu, do którego obowiązków należało opiekowanie się (piastowanie) potomstwem księcia czy też jego domem. Zwolennicy tej hipotezy wskazują na analogię frankońskich Karolingów, którzy odsunęli od władzy Merowingów, u których pełnili dziedzicznie urząd majordoma (piastuna); podobnie Piastowie w osobie Siemowita (syna, wnuka lub prawnuka Piasta), mieli odsunąć od władzy księcia Popiela, panującego plemieniu Polan.
Pojęcie Piastowie i wywodzenie całej dynastii polskiej od Piasta zawdzięczamy historiografom i genealogom na dworze legnicko-brzeskiej linii Piastów śląskich.

## Pierwsi Piastowie
Pierwsi, legendarni przedstawiciele dynastii Piastów, Siemowit, Lestek i Siemomysł, władali plemieniem Polan. Za twórcę polskiej państwowości i pierwszego władcę Polski z dynastii Piastów uważa się Mieszka I. Ten władca też jako pierwszy z dynastii przyjął w 966 roku chrzest. Bolesław I Chrobry, syn i następca Mieszka I, był pierwszym władcą Polski, który dostąpił koronacji (1025). Prestiż dynastii na arenie międzynarodowej podniosło małżeństwo Mieszka II Lamberta, syna i następcy Bolesława Chrobrego, z Rychezą, po kądzieli wnuczką cesarza Ottona II.
Wprawdzie większość władców z dynastii Piastów pozostawiało kilku synów, jednak do trwałego podziału dynastii na kilka linii doszło dopiero w 1138 roku po śmierci Bolesława III Krzywoustego. Jednocześnie wydana przez tego władcę ustawa sukcesyjna zapoczątkowała w Polsce okres rozbicia dzielnicowego.
W literaturze genealogicznej do pierwszych Piastów zalicza się przedstawicieli dynastii do pokolenia dzieci Bolesława III Krzywoustego oraz (ze względów praktycznych) potomstwo jednego z jego synów – Bolesława IV Kędzierzawego.
Spuściźnie Pierwszych Piastów jest poświęcone Muzeum Pierwszych Piastów na Lednicy.
Tablica genealogiczna Piastów:
|                                             |                                             |                                             |                                             |                                             |                                             |  |  |                                             |                                             |                                             |                                             |                                             |                                             |  |  |                                                      |                                                      |                                                      |                                                      |                                                      |                                                      |  |  | Mieszko I (panował 960–992)                                        |                                                                    |                                                                    |                                                                    |                                                                    |                                                                    |  |  |                                                                          |                                                                          |                                                                          |                                                                          |                                                                          |                                                                          |  |  |                                                     |                                                     |                                                     |                                                     |                                                     |                                                     |                                    |                                    |  |  |  |  |  |  |  |  |                                              |                                              |                                              |                                              |                                              |                                              |  |  |  |  |  |  |  |  |  |  |  |  |  |  |  |  |  |  |  |  |  |  |  |  |  |  |  |  |  |  |  |  |  |  |  |  |  |  |
|                                             |                                             |                                             |                                             |                                             |                                             |  |  |                                             |                                             |                                             |                                             |                                             |                                             |  |  |                                                      |                                                      |                                                      |                                                      |                                                      |                                                      |  |  |                                                                    |                                                                    |                                                                    |                                                                    |                                                                    |                                                                    |  |  |                                                                          |                                                                          |                                                                          |                                                                          |                                                                          |                                                                          |  |  |                                                     |                                                     |                                                     |                                                     |                                                     |                                                     |                                    |                                    |  |  |  |  |  |  |  |  |                                              |                                              |                                              |                                              |                                              |                                              |  |  |  |  |  |  |  |  |  |  |  |  |  |  |  |  |  |  |  |  |  |  |  |  |  |  |  |  |  |  |  |  |  |  |  |  |  |  |
|                                             |                                             |                                             |                                             |                                             |                                             |  |  |                                             |                                             |                                             |                                             |                                             |                                             |  |  |                                                      |                                                      |                                                      |                                                      |                                                      |                                                      |  |  |                                                                    |                                                                    |                                                                    |                                                                    |                                                                    |                                                                    |  |  |                                                                          |                                                                          |                                                                          |                                                                          |                                                                          |                                                                          |  |  |                                                     |                                                     |                                                     |                                                     |                                                     |                                                     |                                    |                                    |  |  |  |  |  |  |  |  |                                              |                                              |                                              |                                              |                                              |                                              |  |  |  |  |  |  |  |  |  |  |  |  |  |  |  |  |  |  |  |  |  |  |  |  |  |  |  |  |  |  |  |  |  |  |  |  |  |  |
|                                             |                                             |                                             |                                             |                                             |                                             |  |  | Bolesław I Chrobry (panował 992–1025)       | Bolesław I Chrobry (panował 992–1025)       | Bolesław I Chrobry (panował 992–1025)       | Bolesław I Chrobry (panował 992–1025)       | Bolesław I Chrobry (panował 992–1025)       | Bolesław I Chrobry (panował 992–1025)       |  |  | Mieszko Mieszkowic                                   | Mieszko Mieszkowic                                   | Mieszko Mieszkowic                                   | Mieszko Mieszkowic                                   | Mieszko Mieszkowic                                   | Mieszko Mieszkowic                                   |  |  | Świętopełk Mieszkowic                                              | Świętopełk Mieszkowic                                              | Świętopełk Mieszkowic                                              | Świętopełk Mieszkowic                                              | Świętopełk Mieszkowic                                              | Świętopełk Mieszkowic                                              |  |  | Lambert Mieszkowic                                                       | Lambert Mieszkowic                                                       | Lambert Mieszkowic                                                       | Lambert Mieszkowic                                                       | Lambert Mieszkowic                                                       | Lambert Mieszkowic                                                       |  |  |                                                     |                                                     |                                                     |                                                     |                                                     |                                                     |                                    |                                    |  |  |  |  |  |  |  |  |                                              |                                              |                                              |                                              |                                              |                                              |  |  |  |  |  |  |  |  |  |  |  |  |  |  |  |  |  |  |  |  |  |  |  |  |  |  |  |  |  |  |  |  |  |  |  |  |  |  |
|                                             |                                             |                                             |                                             |                                             |                                             |  |  | Bolesław I Chrobry (panował 992–1025)       | Bolesław I Chrobry (panował 992–1025)       | Bolesław I Chrobry (panował 992–1025)       | Bolesław I Chrobry (panował 992–1025)       | Bolesław I Chrobry (panował 992–1025)       | Bolesław I Chrobry (panował 992–1025)       |  |  | Mieszko Mieszkowic                                   | Mieszko Mieszkowic                                   | Mieszko Mieszkowic                                   | Mieszko Mieszkowic                                   | Mieszko Mieszkowic                                   | Mieszko Mieszkowic                                   |  |  | Świętopełk Mieszkowic                                              | Świętopełk Mieszkowic                                              | Świętopełk Mieszkowic                                              | Świętopełk Mieszkowic                                              | Świętopełk Mieszkowic                                              | Świętopełk Mieszkowic                                              |  |  | Lambert Mieszkowic                                                       | Lambert Mieszkowic                                                       | Lambert Mieszkowic                                                       | Lambert Mieszkowic                                                       | Lambert Mieszkowic                                                       | Lambert Mieszkowic                                                       |  |  |                                                     |                                                     |                                                     |                                                     |                                                     |                                                     |                                    |                                    |  |  |  |  |  |  |  |  |                                              |                                              |                                              |                                              |                                              |                                              |  |  |  |  |  |  |  |  |  |  |  |  |  |  |  |  |  |  |  |  |  |  |  |  |  |  |  |  |  |  |  |  |  |  |  |  |  |  |
|                                             |                                             |                                             |                                             |                                             |                                             |  |  |                                             |                                             |                                             |                                             |                                             |                                             |  |  |                                                      |                                                      |                                                      |                                                      |                                                      |                                                      |  |  |                                                                    |                                                                    |                                                                    |                                                                    |                                                                    |                                                                    |  |  |                                                                          |                                                                          |                                                                          |                                                                          |                                                                          |                                                                          |  |  |                                                     |                                                     |                                                     |                                                     |                                                     |                                                     |                                    |                                    |  |  |  |  |  |  |  |  |                                              |                                              |                                              |                                              |                                              |                                              |  |  |  |  |  |  |  |  |  |  |  |  |  |  |  |  |  |  |  |  |  |  |  |  |  |  |  |  |  |  |  |  |  |  |  |  |  |  |
|                                             |                                             |                                             |                                             |                                             |                                             |  |  | Bezprym                                     | Bezprym                                     | Bezprym                                     | Bezprym                                     | Bezprym                                     | Bezprym                                     |  |  | Mieszko II Lambert (panował 1025–1031, 1032–1034)    | Mieszko II Lambert (panował 1025–1031, 1032–1034)    | Mieszko II Lambert (panował 1025–1031, 1032–1034)    | Mieszko II Lambert (panował 1025–1031, 1032–1034)    | Mieszko II Lambert (panował 1025–1031, 1032–1034)    | Mieszko II Lambert (panował 1025–1031, 1032–1034)    |  |  | Otto Bolesławowic                                                  | Otto Bolesławowic                                                  | Otto Bolesławowic                                                  | Otto Bolesławowic                                                  | Otto Bolesławowic                                                  | Otto Bolesławowic                                                  |  |  |                                                                          |                                                                          |                                                                          |                                                                          |                                                                          |                                                                          |  |  |                                                     |                                                     |                                                     |                                                     |                                                     |                                                     |                                    |                                    |  |  |  |  |  |  |  |  |                                              |                                              |                                              |                                              |                                              |                                              |  |  |  |  |  |  |  |  |  |  |  |  |  |  |  |  |  |  |  |  |  |  |  |  |  |  |  |  |  |  |  |  |  |  |  |  |  |  |
|                                             |                                             |                                             |                                             |                                             |                                             |  |  | Bezprym                                     | Bezprym                                     | Bezprym                                     | Bezprym                                     | Bezprym                                     | Bezprym                                     |  |  | Mieszko II Lambert (panował 1025–1031, 1032–1034)    | Mieszko II Lambert (panował 1025–1031, 1032–1034)    | Mieszko II Lambert (panował 1025–1031, 1032–1034)    | Mieszko II Lambert (panował 1025–1031, 1032–1034)    | Mieszko II Lambert (panował 1025–1031, 1032–1034)    | Mieszko II Lambert (panował 1025–1031, 1032–1034)    |  |  | Otto Bolesławowic                                                  | Otto Bolesławowic                                                  | Otto Bolesławowic                                                  | Otto Bolesławowic                                                  | Otto Bolesławowic                                                  | Otto Bolesławowic                                                  |  |  |                                                                          |                                                                          |                                                                          |                                                                          |                                                                          |                                                                          |  |  |                                                     |                                                     |                                                     |                                                     |                                                     |                                                     |                                    |                                    |  |  |  |  |  |  |  |  |                                              |                                              |                                              |                                              |                                              |                                              |  |  |  |  |  |  |  |  |  |  |  |  |  |  |  |  |  |  |  |  |  |  |  |  |  |  |  |  |  |  |  |  |  |  |  |  |  |  |
|                                             |                                             |                                             |                                             |                                             |                                             |  |  |                                             |                                             |                                             |                                             |                                             |                                             |  |  | Kazimierz I Odnowiciel (panował 1034–1058)           |                                                      |                                                      |                                                      |                                                      |                                                      |  |  |                                                                    |                                                                    |                                                                    |                                                                    |                                                                    |                                                                    |  |  |                                                                          |                                                                          |                                                                          |                                                                          |                                                                          |                                                                          |  |  |                                                     |                                                     |                                                     |                                                     |                                                     |                                                     |                                    |                                    |  |  |  |  |  |  |  |  |                                              |                                              |                                              |                                              |                                              |                                              |  |  |  |  |  |  |  |  |  |  |  |  |  |  |  |  |  |  |  |  |  |  |  |  |  |  |  |  |  |  |  |  |  |  |  |  |  |  |
|                                             |                                             |                                             |                                             |                                             |                                             |  |  |                                             |                                             |                                             |                                             |                                             |                                             |  |  |                                                      |                                                      |                                                      |                                                      |                                                      |                                                      |  |  |                                                                    |                                                                    |                                                                    |                                                                    |                                                                    |                                                                    |  |  |                                                                          |                                                                          |                                                                          |                                                                          |                                                                          |                                                                          |  |  |                                                     |                                                     |                                                     |                                                     |                                                     |                                                     |                                    |                                    |  |  |  |  |  |  |  |  |                                              |                                              |                                              |                                              |                                              |                                              |  |  |  |  |  |  |  |  |  |  |  |  |  |  |  |  |  |  |  |  |  |  |  |  |  |  |  |  |  |  |  |  |  |  |  |  |  |  |
|                                             |                                             |                                             |                                             |                                             |                                             |  |  |                                             |                                             |                                             |                                             |                                             |                                             |  |  |                                                      |                                                      |                                                      |                                                      |                                                      |                                                      |  |  |                                                                    |                                                                    |                                                                    |                                                                    |                                                                    |                                                                    |  |  |                                                                          |                                                                          |                                                                          |                                                                          |                                                                          |                                                                          |  |  |                                                     |                                                     |                                                     |                                                     |                                                     |                                                     |                                    |                                    |  |  |  |  |  |  |  |  |                                              |                                              |                                              |                                              |                                              |                                              |  |  |  |  |  |  |  |  |  |  |  |  |  |  |  |  |  |  |  |  |  |  |  |  |  |  |  |  |  |  |  |  |  |  |  |  |  |  |
|                                             |                                             |                                             |                                             |                                             |                                             |  |  | Bolesław II Szczodry (panował 1058–1079)    | Bolesław II Szczodry (panował 1058–1079)    | Bolesław II Szczodry (panował 1058–1079)    | Bolesław II Szczodry (panował 1058–1079)    | Bolesław II Szczodry (panował 1058–1079)    | Bolesław II Szczodry (panował 1058–1079)    |  |  | Władysław I Herman (panował 1079–1102)               | Władysław I Herman (panował 1079–1102)               | Władysław I Herman (panował 1079–1102)               | Władysław I Herman (panował 1079–1102)               | Władysław I Herman (panował 1079–1102)               | Władysław I Herman (panował 1079–1102)               |  |  | Mieszko Kazimierzowic                                              | Mieszko Kazimierzowic                                              | Mieszko Kazimierzowic                                              | Mieszko Kazimierzowic                                              | Mieszko Kazimierzowic                                              | Mieszko Kazimierzowic                                              |  |  |                                                                          |                                                                          |                                                                          |                                                                          |                                                                          |                                                                          |  |  |                                                     |                                                     |                                                     |                                                     |                                                     |                                                     |                                    |                                    |  |  |  |  |  |  |  |  |                                              |                                              |                                              |                                              |                                              |                                              |  |  |  |  |  |  |  |  |  |  |  |  |  |  |  |  |  |  |  |  |  |  |  |  |  |  |  |  |  |  |  |  |  |  |  |  |  |  |
|                                             |                                             |                                             |                                             |                                             |                                             |  |  | Bolesław II Szczodry (panował 1058–1079)    | Bolesław II Szczodry (panował 1058–1079)    | Bolesław II Szczodry (panował 1058–1079)    | Bolesław II Szczodry (panował 1058–1079)    | Bolesław II Szczodry (panował 1058–1079)    | Bolesław II Szczodry (panował 1058–1079)    |  |  | Władysław I Herman (panował 1079–1102)               | Władysław I Herman (panował 1079–1102)               | Władysław I Herman (panował 1079–1102)               | Władysław I Herman (panował 1079–1102)               | Władysław I Herman (panował 1079–1102)               | Władysław I Herman (panował 1079–1102)               |  |  | Mieszko Kazimierzowic                                              | Mieszko Kazimierzowic                                              | Mieszko Kazimierzowic                                              | Mieszko Kazimierzowic                                              | Mieszko Kazimierzowic                                              | Mieszko Kazimierzowic                                              |  |  |                                                                          |                                                                          |                                                                          |                                                                          |                                                                          |                                                                          |  |  |                                                     |                                                     |                                                     |                                                     |                                                     |                                                     |                                    |                                    |  |  |  |  |  |  |  |  |                                              |                                              |                                              |                                              |                                              |                                              |  |  |  |  |  |  |  |  |  |  |  |  |  |  |  |  |  |  |  |  |  |  |  |  |  |  |  |  |  |  |  |  |  |  |  |  |  |  |
|                                             |                                             |                                             |                                             |                                             |                                             |  |  |                                             |                                             |                                             |                                             |                                             |                                             |  |  |                                                      |                                                      |                                                      |                                                      |                                                      |                                                      |  |  |                                                                    |                                                                    |                                                                    |                                                                    |                                                                    |                                                                    |  |  |                                                                          |                                                                          |                                                                          |                                                                          |                                                                          |                                                                          |  |  |                                                     |                                                     |                                                     |                                                     |                                                     |                                                     |                                    |                                    |  |  |  |  |  |  |  |  |                                              |                                              |                                              |                                              |                                              |                                              |  |  |  |  |  |  |  |  |  |  |  |  |  |  |  |  |  |  |  |  |  |  |  |  |  |  |  |  |  |  |  |  |  |  |  |  |  |  |
|                                             |                                             |                                             |                                             |                                             |                                             |  |  | Mieszko Bolesławowic (panował 1086–1089)    | Mieszko Bolesławowic (panował 1086–1089)    | Mieszko Bolesławowic (panował 1086–1089)    | Mieszko Bolesławowic (panował 1086–1089)    | Mieszko Bolesławowic (panował 1086–1089)    | Mieszko Bolesławowic (panował 1086–1089)    |  |  | Zbigniew                                             | Zbigniew                                             | Zbigniew                                             | Zbigniew                                             | Zbigniew                                             | Zbigniew                                             |  |  | Bolesław III Krzywousty (panował 1102–1138)                        | Bolesław III Krzywousty (panował 1102–1138)                        | Bolesław III Krzywousty (panował 1102–1138)                        | Bolesław III Krzywousty (panował 1102–1138)                        | Bolesław III Krzywousty (panował 1102–1138)                        | Bolesław III Krzywousty (panował 1102–1138)                        |  |  |                                                                          |                                                                          |                                                                          |                                                                          |                                                                          |                                                                          |  |  |                                                     |                                                     |                                                     |                                                     |                                                     |                                                     |                                    |                                    |  |  |  |  |  |  |  |  |                                              |                                              |                                              |                                              |                                              |                                              |  |  |  |  |  |  |  |  |  |  |  |  |  |  |  |  |  |  |  |  |  |  |  |  |  |  |  |  |  |  |  |  |  |  |  |  |  |  |
|                                             |                                             |                                             |                                             |                                             |                                             |  |  | Mieszko Bolesławowic (panował 1086–1089)    | Mieszko Bolesławowic (panował 1086–1089)    | Mieszko Bolesławowic (panował 1086–1089)    | Mieszko Bolesławowic (panował 1086–1089)    | Mieszko Bolesławowic (panował 1086–1089)    | Mieszko Bolesławowic (panował 1086–1089)    |  |  | Zbigniew                                             | Zbigniew                                             | Zbigniew                                             | Zbigniew                                             | Zbigniew                                             | Zbigniew                                             |  |  | Bolesław III Krzywousty (panował 1102–1138)                        | Bolesław III Krzywousty (panował 1102–1138)                        | Bolesław III Krzywousty (panował 1102–1138)                        | Bolesław III Krzywousty (panował 1102–1138)                        | Bolesław III Krzywousty (panował 1102–1138)                        | Bolesław III Krzywousty (panował 1102–1138)                        |  |  |                                                                          |                                                                          |                                                                          |                                                                          |                                                                          |                                                                          |  |  |                                                     |                                                     |                                                     |                                                     |                                                     |                                                     |                                    |                                    |  |  |  |  |  |  |  |  |                                              |                                              |                                              |                                              |                                              |                                              |  |  |  |  |  |  |  |  |  |  |  |  |  |  |  |  |  |  |  |  |  |  |  |  |  |  |  |  |  |  |  |  |  |  |  |  |  |  |
|                                             |                                             |                                             |                                             |                                             |                                             |  |  |                                             |                                             |                                             |                                             |                                             |                                             |  |  |                                                      |                                                      |                                                      |                                                      |                                                      |                                                      |  |  |                                                                    |                                                                    |                                                                    |                                                                    |                                                                    |                                                                    |  |  |                                                                          |                                                                          |                                                                          |                                                                          |                                                                          |                                                                          |  |  |                                                     |                                                     |                                                     |                                                     |                                                     |                                                     |                                    |                                    |  |  |  |  |  |  |  |  |                                              |                                              |                                              |                                              |                                              |                                              |  |  |  |  |  |  |  |  |  |  |  |  |  |  |  |  |  |  |  |  |  |  |  |  |  |  |  |  |  |  |  |  |  |  |  |  |  |  |
|                                             |                                             |                                             |                                             |                                             |                                             |  |  | Władysław II Wygnaniec (panował¹ 1138–1146) | Władysław II Wygnaniec (panował¹ 1138–1146) | Władysław II Wygnaniec (panował¹ 1138–1146) | Władysław II Wygnaniec (panował¹ 1138–1146) | Władysław II Wygnaniec (panował¹ 1138–1146) | Władysław II Wygnaniec (panował¹ 1138–1146) |  |  | Bolesław IV Kędzierzawy (panował¹ 1146−1173)         | Bolesław IV Kędzierzawy (panował¹ 1146−1173)         | Bolesław IV Kędzierzawy (panował¹ 1146−1173)         | Bolesław IV Kędzierzawy (panował¹ 1146−1173)         | Bolesław IV Kędzierzawy (panował¹ 1146−1173)         | Bolesław IV Kędzierzawy (panował¹ 1146−1173)         |  |  | Mieszko III Stary (panował¹ 1173–1177, 1191, 1198–1199, 1199–1202) | Mieszko III Stary (panował¹ 1173–1177, 1191, 1198–1199, 1199–1202) | Mieszko III Stary (panował¹ 1173–1177, 1191, 1198–1199, 1199–1202) | Mieszko III Stary (panował¹ 1173–1177, 1191, 1198–1199, 1199–1202) | Mieszko III Stary (panował¹ 1173–1177, 1191, 1198–1199, 1199–1202) | Mieszko III Stary (panował¹ 1173–1177, 1191, 1198–1199, 1199–1202) |  |  | Kazimierz II Sprawiedliwy (panował¹ 1177–1191, 1191–1194)                | Kazimierz II Sprawiedliwy (panował¹ 1177–1191, 1191–1194)                | Kazimierz II Sprawiedliwy (panował¹ 1177–1191, 1191–1194)                | Kazimierz II Sprawiedliwy (panował¹ 1177–1191, 1191–1194)                | Kazimierz II Sprawiedliwy (panował¹ 1177–1191, 1191–1194)                | Kazimierz II Sprawiedliwy (panował¹ 1177–1191, 1191–1194)                |  |  |                                                     |                                                     |                                                     |                                                     |                                                     |                                                     |                                    |                                    |  |  |  |  |  |  |  |  |                                              |                                              |                                              |                                              |                                              |                                              |  |  |  |  |  |  |  |  |  |  |  |  |  |  |  |  |  |  |  |  |  |  |  |  |  |  |  |  |  |  |  |  |  |  |  |  |  |  |
|                                             |                                             |                                             |                                             |                                             |                                             |  |  | Władysław II Wygnaniec (panował¹ 1138–1146) | Władysław II Wygnaniec (panował¹ 1138–1146) | Władysław II Wygnaniec (panował¹ 1138–1146) | Władysław II Wygnaniec (panował¹ 1138–1146) | Władysław II Wygnaniec (panował¹ 1138–1146) | Władysław II Wygnaniec (panował¹ 1138–1146) |  |  | Bolesław IV Kędzierzawy (panował¹ 1146−1173)         | Bolesław IV Kędzierzawy (panował¹ 1146−1173)         | Bolesław IV Kędzierzawy (panował¹ 1146−1173)         | Bolesław IV Kędzierzawy (panował¹ 1146−1173)         | Bolesław IV Kędzierzawy (panował¹ 1146−1173)         | Bolesław IV Kędzierzawy (panował¹ 1146−1173)         |  |  | Mieszko III Stary (panował¹ 1173–1177, 1191, 1198–1199, 1199–1202) | Mieszko III Stary (panował¹ 1173–1177, 1191, 1198–1199, 1199–1202) | Mieszko III Stary (panował¹ 1173–1177, 1191, 1198–1199, 1199–1202) | Mieszko III Stary (panował¹ 1173–1177, 1191, 1198–1199, 1199–1202) | Mieszko III Stary (panował¹ 1173–1177, 1191, 1198–1199, 1199–1202) | Mieszko III Stary (panował¹ 1173–1177, 1191, 1198–1199, 1199–1202) |  |  | Kazimierz II Sprawiedliwy (panował¹ 1177–1191, 1191–1194)                | Kazimierz II Sprawiedliwy (panował¹ 1177–1191, 1191–1194)                | Kazimierz II Sprawiedliwy (panował¹ 1177–1191, 1191–1194)                | Kazimierz II Sprawiedliwy (panował¹ 1177–1191, 1191–1194)                | Kazimierz II Sprawiedliwy (panował¹ 1177–1191, 1191–1194)                | Kazimierz II Sprawiedliwy (panował¹ 1177–1191, 1191–1194)                |  |  |                                                     |                                                     |                                                     |                                                     |                                                     |                                                     |                                    |                                    |  |  |  |  |  |  |  |  |                                              |                                              |                                              |                                              |                                              |                                              |  |  |  |  |  |  |  |  |  |  |  |  |  |  |  |  |  |  |  |  |  |  |  |  |  |  |  |  |  |  |  |  |  |  |  |  |  |  |
|                                             |                                             |                                             |                                             |                                             |                                             |  |  |                                             |                                             |                                             |                                             |                                             |                                             |  |  |                                                      |                                                      |                                                      |                                                      |                                                      |                                                      |  |  |                                                                    |                                                                    |                                                                    |                                                                    |                                                                    |                                                                    |  |  |                                                                          |                                                                          |                                                                          |                                                                          |                                                                          |                                                                          |  |  |                                                     |                                                     |                                                     |                                                     |                                                     |                                                     |                                    |                                    |  |  |  |  |  |  |  |  |                                              |                                              |                                              |                                              |                                              |                                              |  |  |  |  |  |  |  |  |  |  |  |  |  |  |  |  |  |  |  |  |  |  |  |  |  |  |  |  |  |  |  |  |  |  |  |  |  |  |
| Bolesław I Wysoki                           | Bolesław I Wysoki                           | Bolesław I Wysoki                           | Bolesław I Wysoki                           | Bolesław I Wysoki                           | Bolesław I Wysoki                           |  |  | Mieszko I Plątonogi (panował¹ 1210–1211)    | Mieszko I Plątonogi (panował¹ 1210–1211)    | Mieszko I Plątonogi (panował¹ 1210–1211)    | Mieszko I Plątonogi (panował¹ 1210–1211)    | Mieszko I Plątonogi (panował¹ 1210–1211)    | Mieszko I Plątonogi (panował¹ 1210–1211)    |  |  | Odon Mieszkowic                                      | Odon Mieszkowic                                      | Odon Mieszkowic                                      | Odon Mieszkowic                                      | Odon Mieszkowic                                      | Odon Mieszkowic                                      |  |  | Władysław III Laskonogi (panował¹ 1202–1206, 1228–1229)            | Władysław III Laskonogi (panował¹ 1202–1206, 1228–1229)            | Władysław III Laskonogi (panował¹ 1202–1206, 1228–1229)            | Władysław III Laskonogi (panował¹ 1202–1206, 1228–1229)            | Władysław III Laskonogi (panował¹ 1202–1206, 1228–1229)            | Władysław III Laskonogi (panował¹ 1202–1206, 1228–1229)            |  |  | Leszek Biały (panował¹ 1194–1198, 1199, 1206–1210, 1211–1225, 1225–1227) | Leszek Biały (panował¹ 1194–1198, 1199, 1206–1210, 1211–1225, 1225–1227) | Leszek Biały (panował¹ 1194–1198, 1199, 1206–1210, 1211–1225, 1225–1227) | Leszek Biały (panował¹ 1194–1198, 1199, 1206–1210, 1211–1225, 1225–1227) | Leszek Biały (panował¹ 1194–1198, 1199, 1206–1210, 1211–1225, 1225–1227) | Leszek Biały (panował¹ 1194–1198, 1199, 1206–1210, 1211–1225, 1225–1227) |  |  | Konrad I mazowiecki (panował¹ 1229–1232, 1241–1243) | Konrad I mazowiecki (panował¹ 1229–1232, 1241–1243) | Konrad I mazowiecki (panował¹ 1229–1232, 1241–1243) | Konrad I mazowiecki (panował¹ 1229–1232, 1241–1243) | Konrad I mazowiecki (panował¹ 1229–1232, 1241–1243) | Konrad I mazowiecki (panował¹ 1229–1232, 1241–1243) |                                    |                                    |  |  |  |  |  |  |  |  |                                              |                                              |                                              |                                              |                                              |                                              |  |  |  |  |  |  |  |  |  |  |  |  |  |  |  |  |  |  |  |  |  |  |  |  |  |  |  |  |  |  |  |  |  |  |  |  |  |  |
| Bolesław I Wysoki                           | Bolesław I Wysoki                           | Bolesław I Wysoki                           | Bolesław I Wysoki                           | Bolesław I Wysoki                           | Bolesław I Wysoki                           |  |  | Mieszko I Plątonogi (panował¹ 1210–1211)    | Mieszko I Plątonogi (panował¹ 1210–1211)    | Mieszko I Plątonogi (panował¹ 1210–1211)    | Mieszko I Plątonogi (panował¹ 1210–1211)    | Mieszko I Plątonogi (panował¹ 1210–1211)    | Mieszko I Plątonogi (panował¹ 1210–1211)    |  |  | Odon Mieszkowic                                      | Odon Mieszkowic                                      | Odon Mieszkowic                                      | Odon Mieszkowic                                      | Odon Mieszkowic                                      | Odon Mieszkowic                                      |  |  | Władysław III Laskonogi (panował¹ 1202–1206, 1228–1229)            | Władysław III Laskonogi (panował¹ 1202–1206, 1228–1229)            | Władysław III Laskonogi (panował¹ 1202–1206, 1228–1229)            | Władysław III Laskonogi (panował¹ 1202–1206, 1228–1229)            | Władysław III Laskonogi (panował¹ 1202–1206, 1228–1229)            | Władysław III Laskonogi (panował¹ 1202–1206, 1228–1229)            |  |  | Leszek Biały (panował¹ 1194–1198, 1199, 1206–1210, 1211–1225, 1225–1227) | Leszek Biały (panował¹ 1194–1198, 1199, 1206–1210, 1211–1225, 1225–1227) | Leszek Biały (panował¹ 1194–1198, 1199, 1206–1210, 1211–1225, 1225–1227) | Leszek Biały (panował¹ 1194–1198, 1199, 1206–1210, 1211–1225, 1225–1227) | Leszek Biały (panował¹ 1194–1198, 1199, 1206–1210, 1211–1225, 1225–1227) | Leszek Biały (panował¹ 1194–1198, 1199, 1206–1210, 1211–1225, 1225–1227) |  |  | Konrad I mazowiecki (panował¹ 1229–1232, 1241–1243) | Konrad I mazowiecki (panował¹ 1229–1232, 1241–1243) | Konrad I mazowiecki (panował¹ 1229–1232, 1241–1243) | Konrad I mazowiecki (panował¹ 1229–1232, 1241–1243) | Konrad I mazowiecki (panował¹ 1229–1232, 1241–1243) | Konrad I mazowiecki (panował¹ 1229–1232, 1241–1243) |                                    |                                    |  |  |  |  |  |  |  |  |                                              |                                              |                                              |                                              |                                              |                                              |  |  |  |  |  |  |  |  |  |  |  |  |  |  |  |  |  |  |  |  |  |  |  |  |  |  |  |  |  |  |  |  |  |  |  |  |  |  |
|                                             |                                             |                                             |                                             |                                             |                                             |  |  |                                             |                                             |                                             |                                             |                                             |                                             |  |  |                                                      |                                                      |                                                      |                                                      |                                                      |                                                      |  |  |                                                                    |                                                                    |                                                                    |                                                                    |                                                                    |                                                                    |  |  |                                                                          |                                                                          |                                                                          |                                                                          |                                                                          |                                                                          |  |  |                                                     |                                                     |                                                     |                                                     |                                                     |                                                     |                                    |                                    |  |  |  |  |  |  |  |  |                                              |                                              |                                              |                                              |                                              |                                              |  |  |  |  |  |  |  |  |  |  |  |  |  |  |  |  |  |  |  |  |  |  |  |  |  |  |  |  |  |  |  |  |  |  |  |  |  |  |
| Henryk I Brodaty (panował¹ 1225, 1232–1238) | Henryk I Brodaty (panował¹ 1225, 1232–1238) | Henryk I Brodaty (panował¹ 1225, 1232–1238) | Henryk I Brodaty (panował¹ 1225, 1232–1238) | Henryk I Brodaty (panował¹ 1225, 1232–1238) | Henryk I Brodaty (panował¹ 1225, 1232–1238) |  |  | Kazimierz I opolski                         | Kazimierz I opolski                         | Kazimierz I opolski                         | Kazimierz I opolski                         | Kazimierz I opolski                         | Kazimierz I opolski                         |  |  | Władysław Odonic                                     | Władysław Odonic                                     | Władysław Odonic                                     | Władysław Odonic                                     | Władysław Odonic                                     | Władysław Odonic                                     |  |  |                                                                    |                                                                    |                                                                    |                                                                    |                                                                    |                                                                    |  |  | Bolesław V Wstydliwy (panował¹ 1243-1279)                                | Bolesław V Wstydliwy (panował¹ 1243-1279)                                | Bolesław V Wstydliwy (panował¹ 1243-1279)                                | Bolesław V Wstydliwy (panował¹ 1243-1279)                                | Bolesław V Wstydliwy (panował¹ 1243-1279)                                | Bolesław V Wstydliwy (panował¹ 1243-1279)                                |  |  |                                                     |                                                     |                                                     |                                                     |                                                     |                                                     |                                    |                                    |  |  |  |  |  |  |  |  | Siemowit I                                   | Siemowit I                                   | Siemowit I                                   | Siemowit I                                   | Siemowit I                                   | Siemowit I                                   |  |  |  |  |  |  |  |  |  |  |  |  |  |  |  |  |  |  |  |  |  |  |  |  |  |  |  |  |  |  |  |  |  |  |  |  |  |  |
| Henryk I Brodaty (panował¹ 1225, 1232–1238) | Henryk I Brodaty (panował¹ 1225, 1232–1238) | Henryk I Brodaty (panował¹ 1225, 1232–1238) | Henryk I Brodaty (panował¹ 1225, 1232–1238) | Henryk I Brodaty (panował¹ 1225, 1232–1238) | Henryk I Brodaty (panował¹ 1225, 1232–1238) |  |  | Kazimierz I opolski                         | Kazimierz I opolski                         | Kazimierz I opolski                         | Kazimierz I opolski                         | Kazimierz I opolski                         | Kazimierz I opolski                         |  |  | Władysław Odonic                                     | Władysław Odonic                                     | Władysław Odonic                                     | Władysław Odonic                                     | Władysław Odonic                                     | Władysław Odonic                                     |  |  |                                                                    |                                                                    |                                                                    |                                                                    |                                                                    |                                                                    |  |  | Bolesław V Wstydliwy (panował¹ 1243-1279)                                | Bolesław V Wstydliwy (panował¹ 1243-1279)                                | Bolesław V Wstydliwy (panował¹ 1243-1279)                                | Bolesław V Wstydliwy (panował¹ 1243-1279)                                | Bolesław V Wstydliwy (panował¹ 1243-1279)                                | Bolesław V Wstydliwy (panował¹ 1243-1279)                                |  |  |                                                     |                                                     |                                                     |                                                     |                                                     |                                                     |                                    |                                    |  |  |  |  |  |  |  |  | Siemowit I                                   | Siemowit I                                   | Siemowit I                                   | Siemowit I                                   | Siemowit I                                   | Siemowit I                                   |  |  |  |  |  |  |  |  |  |  |  |  |  |  |  |  |  |  |  |  |  |  |  |  |  |  |  |  |  |  |  |  |  |  |  |  |  |  |
|                                             |                                             |                                             |                                             |                                             |                                             |  |  |                                             |                                             |                                             |                                             |                                             |                                             |  |  |                                                      |                                                      |                                                      |                                                      |                                                      |                                                      |  |  |                                                                    |                                                                    |                                                                    |                                                                    |                                                                    |                                                                    |  |  |                                                                          |                                                                          |                                                                          |                                                                          |                                                                          |                                                                          |  |  |                                                     |                                                     |                                                     |                                                     |                                                     |                                                     |                                    |                                    |  |  |  |  |  |  |  |  |                                              |                                              |                                              |                                              |                                              |                                              |  |  |  |  |  |  |  |  |  |  |  |  |  |  |  |  |  |  |  |  |  |  |  |  |  |  |  |  |  |  |  |  |  |  |  |  |  |  |
| Henryk II Pobożny (panował¹ 1238–1241)      | Henryk II Pobożny (panował¹ 1238–1241)      | Henryk II Pobożny (panował¹ 1238–1241)      | Henryk II Pobożny (panował¹ 1238–1241)      | Henryk II Pobożny (panował¹ 1238–1241)      | Henryk II Pobożny (panował¹ 1238–1241)      |  |  | Eufrozyna opolska                           | Eufrozyna opolska                           | Eufrozyna opolska                           | Eufrozyna opolska                           | Eufrozyna opolska                           | Eufrozyna opolska                           |  |  | Przemysł I                                           | Przemysł I                                           | Przemysł I                                           | Przemysł I                                           | Przemysł I                                           | Przemysł I                                           |  |  | Bolesław Pobożny                                                   | Bolesław Pobożny                                                   | Bolesław Pobożny                                                   | Bolesław Pobożny                                                   | Bolesław Pobożny                                                   | Bolesław Pobożny                                                   |  |  |                                                                          |                                                                          |                                                                          |                                                                          |                                                                          |                                                                          |  |  | Kazimierz I kujawski                                | Kazimierz I kujawski                                | Kazimierz I kujawski                                | Kazimierz I kujawski                                | Kazimierz I kujawski                                | Kazimierz I kujawski                                |                                    |                                    |  |  |  |  |  |  |  |  | Bolesław II mazowiecki (panował¹ 1288, 1289) | Bolesław II mazowiecki (panował¹ 1288, 1289) | Bolesław II mazowiecki (panował¹ 1288, 1289) | Bolesław II mazowiecki (panował¹ 1288, 1289) | Bolesław II mazowiecki (panował¹ 1288, 1289) | Bolesław II mazowiecki (panował¹ 1288, 1289) |  |  |  |  |  |  |  |  |  |  |  |  |  |  |  |  |  |  |  |  |  |  |  |  |  |  |  |  |  |  |  |  |  |  |  |  |  |  |
| Henryk II Pobożny (panował¹ 1238–1241)      | Henryk II Pobożny (panował¹ 1238–1241)      | Henryk II Pobożny (panował¹ 1238–1241)      | Henryk II Pobożny (panował¹ 1238–1241)      | Henryk II Pobożny (panował¹ 1238–1241)      | Henryk II Pobożny (panował¹ 1238–1241)      |  |  | Eufrozyna opolska                           | Eufrozyna opolska                           | Eufrozyna opolska                           | Eufrozyna opolska                           | Eufrozyna opolska                           | Eufrozyna opolska                           |  |  | Przemysł I                                           | Przemysł I                                           | Przemysł I                                           | Przemysł I                                           | Przemysł I                                           | Przemysł I                                           |  |  | Bolesław Pobożny                                                   | Bolesław Pobożny                                                   | Bolesław Pobożny                                                   | Bolesław Pobożny                                                   | Bolesław Pobożny                                                   | Bolesław Pobożny                                                   |  |  |                                                                          |                                                                          |                                                                          |                                                                          |                                                                          |                                                                          |  |  | Kazimierz I kujawski                                | Kazimierz I kujawski                                | Kazimierz I kujawski                                | Kazimierz I kujawski                                | Kazimierz I kujawski                                | Kazimierz I kujawski                                |                                    |                                    |  |  |  |  |  |  |  |  | Bolesław II mazowiecki (panował¹ 1288, 1289) | Bolesław II mazowiecki (panował¹ 1288, 1289) | Bolesław II mazowiecki (panował¹ 1288, 1289) | Bolesław II mazowiecki (panował¹ 1288, 1289) | Bolesław II mazowiecki (panował¹ 1288, 1289) | Bolesław II mazowiecki (panował¹ 1288, 1289) |  |  |  |  |  |  |  |  |  |  |  |  |  |  |  |  |  |  |  |  |  |  |  |  |  |  |  |  |  |  |  |  |  |  |  |  |  |  |
|                                             |                                             |                                             |                                             |                                             |                                             |  |  |                                             |                                             |                                             |                                             |                                             |                                             |  |  |                                                      |                                                      |                                                      |                                                      |                                                      |                                                      |  |  |                                                                    |                                                                    |                                                                    |                                                                    |                                                                    |                                                                    |  |  |                                                                          |                                                                          |                                                                          |                                                                          |                                                                          |                                                                          |  |  |                                                     |                                                     |                                                     |                                                     |                                                     |                                                     |                                    |                                    |  |  |  |  |  |  |  |  |                                              |                                              |                                              |                                              |                                              |                                              |  |  |  |  |  |  |  |  |  |  |  |  |  |  |  |  |  |  |  |  |  |  |  |  |  |  |  |  |  |  |  |  |  |  |  |  |  |  |
|                                             |                                             |                                             |                                             |                                             |                                             |  |  |                                             |                                             |                                             |                                             |                                             |                                             |  |  |                                                      |                                                      |                                                      |                                                      |                                                      |                                                      |  |  |                                                                    |                                                                    |                                                                    |                                                                    |                                                                    |                                                                    |  |  |                                                                          |                                                                          |                                                                          |                                                                          |                                                                          |                                                                          |  |  |                                                     |                                                     |                                                     |                                                     |                                                     |                                                     |                                    |                                    |  |  |  |  |  |  |  |  |                                              |                                              |                                              |                                              |                                              |                                              |  |  |  |  |  |  |  |  |  |  |  |  |  |  |  |  |  |  |  |  |  |  |  |  |  |  |  |  |  |  |  |  |  |  |  |  |  |  |
|                                             |                                             |                                             |                                             |                                             |                                             |  |  |                                             |                                             |                                             |                                             |                                             |                                             |  |  |                                                      |                                                      |                                                      |                                                      |                                                      |                                                      |  |  |                                                                    |                                                                    |                                                                    |                                                                    |                                                                    |                                                                    |  |  |                                                                          |                                                                          |                                                                          |                                                                          |                                                                          |                                                                          |  |  |                                                     |                                                     |                                                     |                                                     |                                                     |                                                     |                                    |                                    |  |  |  |  |  |  |  |  |                                              |                                              |                                              |                                              |                                              |                                              |  |  |  |  |  |  |  |  |  |  |  |  |  |  |  |  |  |  |  |  |  |  |  |  |  |  |  |  |  |  |  |  |  |  |  |  |  |  |
| Henryk III Biały                            | Henryk III Biały                            | Henryk III Biały                            | Henryk III Biały                            | Henryk III Biały                            | Henryk III Biały                            |  |  | Konstancja                                  | Konstancja                                  | Konstancja                                  | Konstancja                                  | Konstancja                                  | Konstancja                                  |  |  | Przemysł II (panował¹ 1290–1291, panował² 1295-1296) | Przemysł II (panował¹ 1290–1291, panował² 1295-1296) | Przemysł II (panował¹ 1290–1291, panował² 1295-1296) | Przemysł II (panował¹ 1290–1291, panował² 1295-1296) | Przemysł II (panował¹ 1290–1291, panował² 1295-1296) | Przemysł II (panował¹ 1290–1291, panował² 1295-1296) |  |  | Jadwiga                                                            | Jadwiga                                                            | Jadwiga                                                            | Jadwiga                                                            | Jadwiga                                                            | Jadwiga                                                            |  |  | Władysław I Łokietek (panował¹ 1289, 1306–1333)                          | Władysław I Łokietek (panował¹ 1289, 1306–1333)                          | Władysław I Łokietek (panował¹ 1289, 1306–1333)                          | Władysław I Łokietek (panował¹ 1289, 1306–1333)                          | Władysław I Łokietek (panował¹ 1289, 1306–1333)                          | Władysław I Łokietek (panował¹ 1289, 1306–1333)                          |  |  |                                                     |                                                     | Leszek Czarny (panował¹ 1279-1288)                  | Leszek Czarny (panował¹ 1279-1288)                  | Leszek Czarny (panował¹ 1279-1288)                  | Leszek Czarny (panował¹ 1279-1288)                  | Leszek Czarny (panował¹ 1279-1288) | Leszek Czarny (panował¹ 1279-1288) |  |  |  |  |  |  |  |  |                                              |                                              |                                              |                                              |                                              |                                              |  |  |  |  |  |  |  |  |  |  |  |  |  |  |  |  |  |  |  |  |  |  |  |  |  |  |  |  |  |  |  |  |  |  |  |  |  |  |
| Henryk III Biały                            | Henryk III Biały                            | Henryk III Biały                            | Henryk III Biały                            | Henryk III Biały                            | Henryk III Biały                            |  |  | Konstancja                                  | Konstancja                                  | Konstancja                                  | Konstancja                                  | Konstancja                                  | Konstancja                                  |  |  | Przemysł II (panował¹ 1290–1291, panował² 1295-1296) | Przemysł II (panował¹ 1290–1291, panował² 1295-1296) | Przemysł II (panował¹ 1290–1291, panował² 1295-1296) | Przemysł II (panował¹ 1290–1291, panował² 1295-1296) | Przemysł II (panował¹ 1290–1291, panował² 1295-1296) | Przemysł II (panował¹ 1290–1291, panował² 1295-1296) |  |  | Jadwiga                                                            | Jadwiga                                                            | Jadwiga                                                            | Jadwiga                                                            | Jadwiga                                                            | Jadwiga                                                            |  |  | Władysław I Łokietek (panował¹ 1289, 1306–1333)                          | Władysław I Łokietek (panował¹ 1289, 1306–1333)                          | Władysław I Łokietek (panował¹ 1289, 1306–1333)                          | Władysław I Łokietek (panował¹ 1289, 1306–1333)                          | Władysław I Łokietek (panował¹ 1289, 1306–1333)                          | Władysław I Łokietek (panował¹ 1289, 1306–1333)                          |  |  |                                                     |                                                     | Leszek Czarny (panował¹ 1279-1288)                  | Leszek Czarny (panował¹ 1279-1288)                  | Leszek Czarny (panował¹ 1279-1288)                  | Leszek Czarny (panował¹ 1279-1288)                  | Leszek Czarny (panował¹ 1279-1288) | Leszek Czarny (panował¹ 1279-1288) |  |  |  |  |  |  |  |  |                                              |                                              |                                              |                                              |                                              |                                              |  |  |  |  |  |  |  |  |  |  |  |  |  |  |  |  |  |  |  |  |  |  |  |  |  |  |  |  |  |  |  |  |  |  |  |  |  |  |
|                                             |                                             |                                             |                                             |                                             |                                             |  |  |                                             |                                             |                                             |                                             |                                             |                                             |  |  |                                                      |                                                      |                                                      |                                                      |                                                      |                                                      |  |  |                                                                    |                                                                    |                                                                    |                                                                    |                                                                    |                                                                    |  |  |                                                                          |                                                                          |                                                                          |                                                                          |                                                                          |                                                                          |  |  |                                                     |                                                     |                                                     |                                                     |                                                     |                                                     |                                    |                                    |  |  |  |  |  |  |  |  |                                              |                                              |                                              |                                              |                                              |                                              |  |  |  |  |  |  |  |  |  |  |  |  |  |  |  |  |  |  |  |  |  |  |  |  |  |  |  |  |  |  |  |  |  |  |  |  |  |  |
|                                             |                                             |                                             |                                             |                                             |                                             |  |  |                                             |                                             |                                             |                                             |                                             |                                             |  |  |                                                      |                                                      |                                                      |                                                      |                                                      |                                                      |  |  |                                                                    |                                                                    |                                                                    |                                                                    |                                                                    |                                                                    |  |  |                                                                          |                                                                          |                                                                          |                                                                          |                                                                          |                                                                          |  |  |                                                     |                                                     |                                                     |                                                     |                                                     |                                                     |                                    |                                    |  |  |  |  |  |  |  |  |                                              |                                              |                                              |                                              |                                              |                                              |  |  |  |  |  |  |  |  |  |  |  |  |  |  |  |  |  |  |  |  |  |  |  |  |  |  |  |  |  |  |  |  |  |  |  |  |  |  |
|                                             |                                             |                                             |                                             |                                             |                                             |  |  |                                             |                                             |                                             |                                             |                                             |                                             |  |  |                                                      |                                                      |                                                      |                                                      |                                                      |                                                      |  |  |                                                                    |                                                                    |                                                                    |                                                                    |                                                                    |                                                                    |  |  |                                                                          |                                                                          |                                                                          |                                                                          |                                                                          |                                                                          |  |  |                                                     |                                                     |                                                     |                                                     |                                                     |                                                     |                                    |                                    |  |  |  |  |  |  |  |  |                                              |                                              |                                              |                                              |                                              |                                              |  |  |  |  |  |  |  |  |  |  |  |  |  |  |  |  |  |  |  |  |  |  |  |  |  |  |  |  |  |  |  |  |  |  |  |  |  |  |
|                                             |                                             |                                             |                                             |                                             |                                             |  |  |                                             |                                             |                                             |                                             |                                             |                                             |  |  |                                                      |                                                      |                                                      |                                                      |                                                      |                                                      |  |  |                                                                    |                                                                    |                                                                    |                                                                    |                                                                    |                                                                    |  |  |                                                                          |                                                                          |                                                                          |                                                                          |                                                                          |                                                                          |  |  |                                                     |                                                     |                                                     |                                                     |                                                     |                                                     |                                    |                                    |  |  |  |  |  |  |  |  |                                              |                                              |                                              |                                              |                                              |                                              |  |  |  |  |  |  |  |  |  |  |  |  |  |  |  |  |  |  |  |  |  |  |  |  |  |  |  |  |  |  |  |  |  |  |  |  |  |  |
|                                             |                                             |                                             |                                             |                                             |                                             |  |  |                                             |                                             |                                             |                                             |                                             |                                             |  |  |                                                      |                                                      |                                                      |                                                      |                                                      |                                                      |  |  |                                                                    |                                                                    |                                                                    |                                                                    |                                                                    |                                                                    |  |  |                                                                          |                                                                          |                                                                          |                                                                          |                                                                          |                                                                          |  |  |                                                     |                                                     |                                                     |                                                     |                                                     |                                                     |                                    |                                    |  |  |  |  |  |  |  |  |                                              |                                              |                                              |                                              |                                              |                                              |  |  |  |  |  |  |  |  |  |  |  |  |  |  |  |  |  |  |  |  |  |  |  |  |  |  |  |  |  |  |  |  |  |  |  |  |  |  |
| Henryk IV Prawy (panował¹ 1288-1289)        | Henryk IV Prawy (panował¹ 1288-1289)        | Henryk IV Prawy (panował¹ 1288-1289)        | Henryk IV Prawy (panował¹ 1288-1289)        | Henryk IV Prawy (panował¹ 1288-1289)        | Henryk IV Prawy (panował¹ 1288-1289)        |  |  | Wacław II³ (panował¹ 1291–1305)             | Wacław II³ (panował¹ 1291–1305)             | Wacław II³ (panował¹ 1291–1305)             | Wacław II³ (panował¹ 1291–1305)             | Wacław II³ (panował¹ 1291–1305)             | Wacław II³ (panował¹ 1291–1305)             |  |  | Ryksa Elżbieta                                       | Ryksa Elżbieta                                       | Ryksa Elżbieta                                       | Ryksa Elżbieta                                       | Ryksa Elżbieta                                       | Ryksa Elżbieta                                       |  |  | Kazimierz III Wielki (panował 1333–1370)                           | Kazimierz III Wielki (panował 1333–1370)                           | Kazimierz III Wielki (panował 1333–1370)                           | Kazimierz III Wielki (panował 1333–1370)                           | Kazimierz III Wielki (panował 1333–1370)                           | Kazimierz III Wielki (panował 1333–1370)                           |  |  | Elżbieta                                                                 | Elżbieta                                                                 | Elżbieta                                                                 | Elżbieta                                                                 | Elżbieta                                                                 | Elżbieta                                                                 |  |  |                                                     |                                                     |                                                     |                                                     |                                                     |                                                     |                                    |                                    |  |  |  |  |  |  |  |  |                                              |                                              |                                              |                                              |                                              |                                              |  |  |  |  |  |  |  |  |  |  |  |  |  |  |  |  |  |  |  |  |  |  |  |  |  |  |  |  |  |  |  |  |  |  |  |  |  |  |
| Henryk IV Prawy (panował¹ 1288-1289)        | Henryk IV Prawy (panował¹ 1288-1289)        | Henryk IV Prawy (panował¹ 1288-1289)        | Henryk IV Prawy (panował¹ 1288-1289)        | Henryk IV Prawy (panował¹ 1288-1289)        | Henryk IV Prawy (panował¹ 1288-1289)        |  |  | Wacław II³ (panował¹ 1291–1305)             | Wacław II³ (panował¹ 1291–1305)             | Wacław II³ (panował¹ 1291–1305)             | Wacław II³ (panował¹ 1291–1305)             | Wacław II³ (panował¹ 1291–1305)             | Wacław II³ (panował¹ 1291–1305)             |  |  | Ryksa Elżbieta                                       | Ryksa Elżbieta                                       | Ryksa Elżbieta                                       | Ryksa Elżbieta                                       | Ryksa Elżbieta                                       | Ryksa Elżbieta                                       |  |  | Kazimierz III Wielki (panował 1333–1370)                           | Kazimierz III Wielki (panował 1333–1370)                           | Kazimierz III Wielki (panował 1333–1370)                           | Kazimierz III Wielki (panował 1333–1370)                           | Kazimierz III Wielki (panował 1333–1370)                           | Kazimierz III Wielki (panował 1333–1370)                           |  |  | Elżbieta                                                                 | Elżbieta                                                                 | Elżbieta                                                                 | Elżbieta                                                                 | Elżbieta                                                                 | Elżbieta                                                                 |  |  |                                                     |                                                     |                                                     |                                                     |                                                     |                                                     |                                    |                                    |  |  |  |  |  |  |  |  |                                              |                                              |                                              |                                              |                                              |                                              |  |  |  |  |  |  |  |  |  |  |  |  |  |  |  |  |  |  |  |  |  |  |  |  |  |  |  |  |  |  |  |  |  |  |  |  |  |  |

¹ – oznacza panowanie w stołecznym Krakowie
² – koronowany na króla, jednak nie sprawował władzy w stołecznym Krakowie
³ – spoza dynastii

## Linie Piastów

### Piastowie śląscy

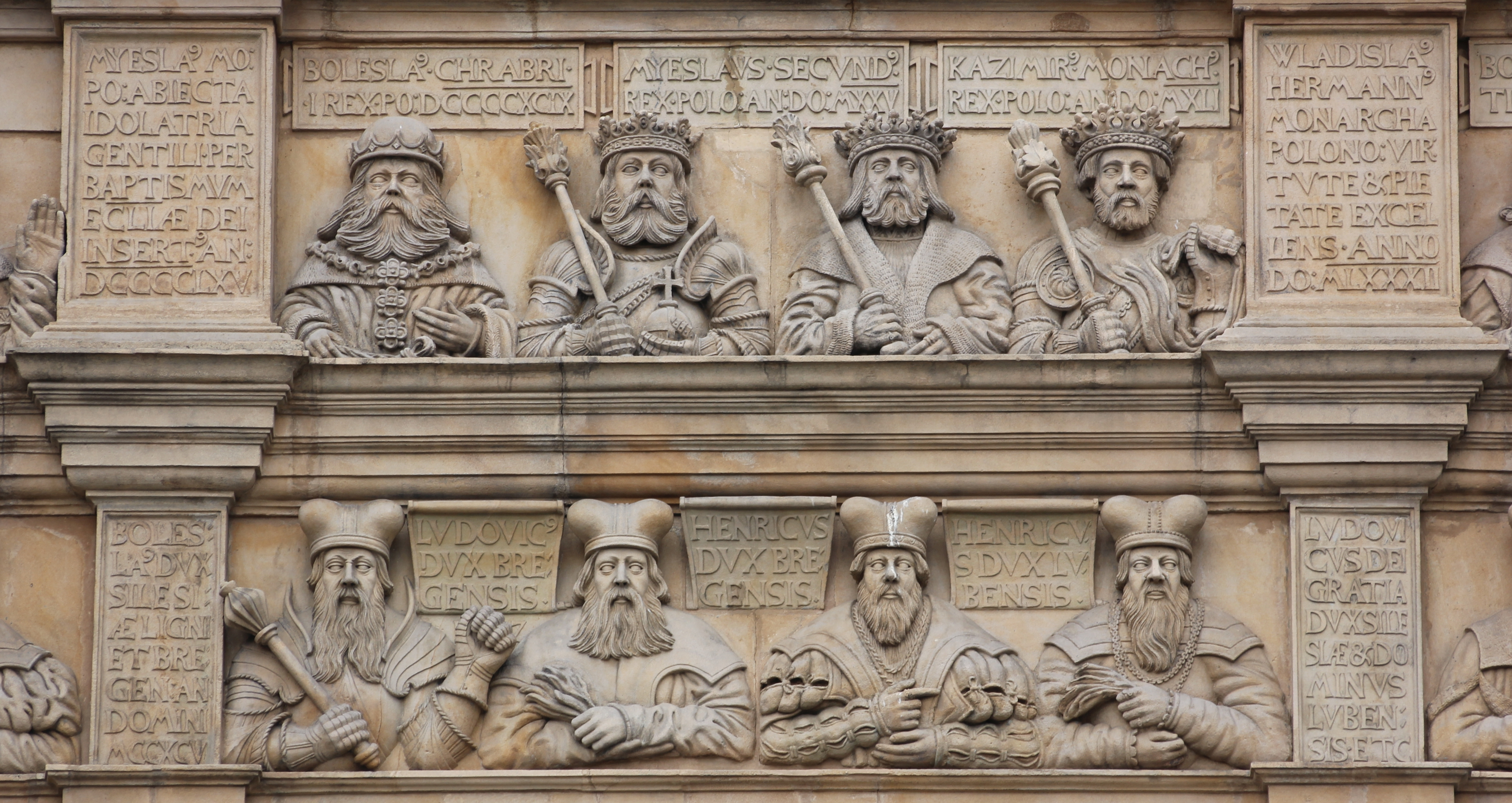
Renesansowa płaskorzeźba piastów śląskich w portalu bramy wjazdowej Zamku Piastów Śląskich w Brzegu

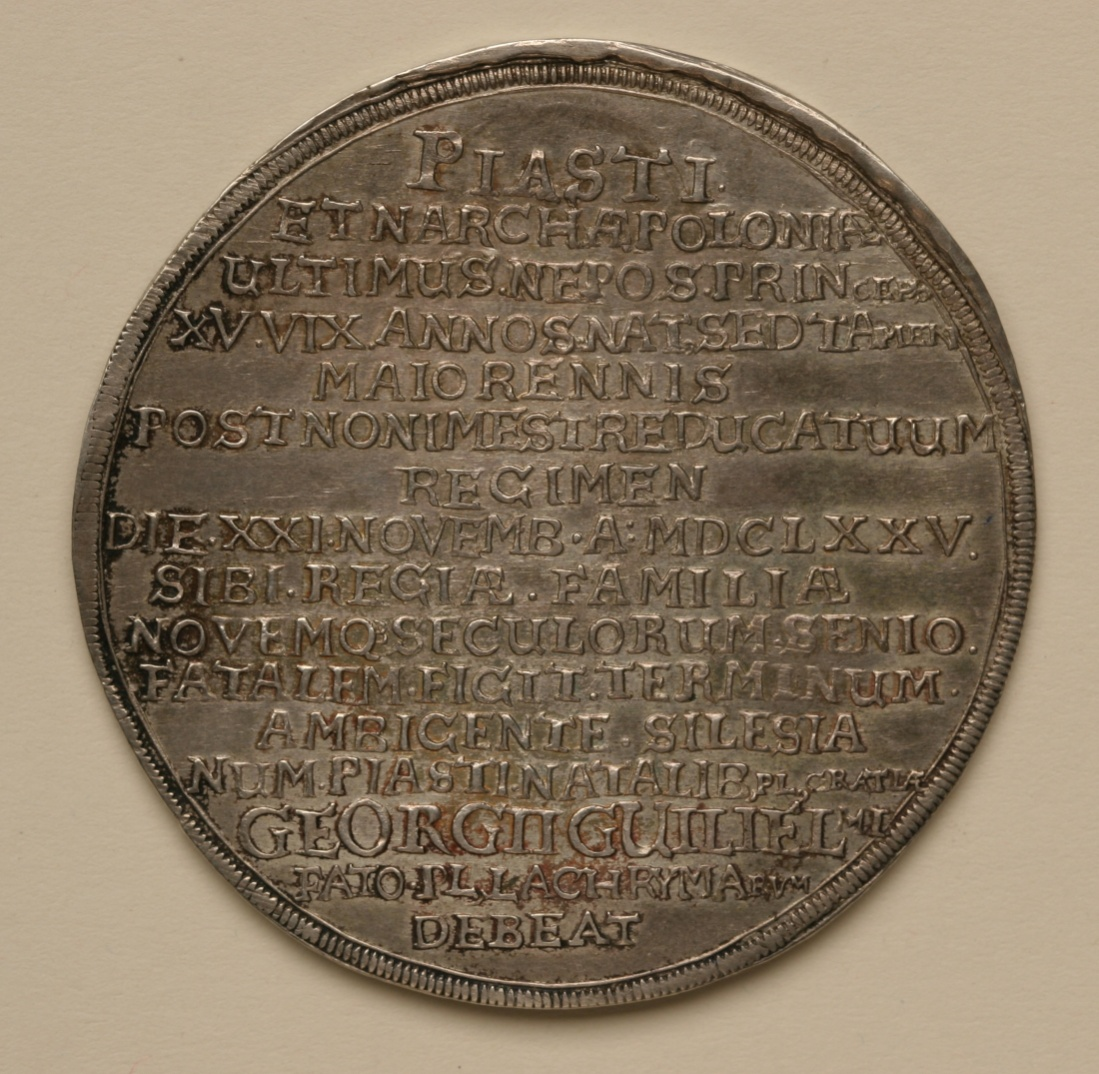
Rewers medalu pogrzebowego Jerzego Wilhelma legnickiego wybitego w 1675 roku w Legnicy z napisem PIASTI ET NARCHÆ POLONIÆ ULTIMUS NEPOS PRINceps („Ostatni potomek Piastów władców Polski”)

Linia Piastów śląskich wywodzi się od Władysława II Wygnańca (1105–1159), księcia krakowskiego (senioralnego) i śląskiego. Od najstarszego syna Władysława, Bolesława I Wysokiego, wywodzi się linia wrocławska, z której później wyodrębniły się linie:
- legnicka (wywodziła się od Bolesława II Rogatki, prawnuka Bolesława I Wysokiego) wygasła na Jerzym Wilhelmie w 1675 r.,
- świdnicka (wywodziła się od Bolka I Surowego, syna Bolesława II Rogatki), wygasła na Bolku II Małym w 1368 r.,
- ziębicka (wywodziła się od Bolka II Ziębickiego, syna Bolka I Surowego), wygasła na Janie ziębickim w 1428 r.,
- głogowska (wywodziła się od Konrada I głogowskiego, brata Bolesława II Rogatki), wygasła na Henryku XI w 1476 r.,
- żagańska (wywodziła się od Henryka IV Wiernego, wnuka Konrada I głogowskiego), wygasła na Janie II Szalonym w 1504 r.,
- oleśnicka (wywodziła się od Konrada I oleśnickiego, brata Henryka IV Wiernego), wygasła na Konradzie X w 1492 r.,

Z kolei od Mieszka Plątonogiego, drugiego syna Władysława II Wygnańca, wywodzi się linia raciborska. Podział tej linii na kolejne datuje się od pokolenia synów Władysława opolskiego. Tak więc wyodrębniły się linie:
- cieszyńska (wywodziła się od Mieszka cieszyńskiego, syna Władysława opolskiego), wygasła na Fryderyku Wilhelmie w 1625 r.,
- oświęcimska (starsza) (wywodziła się od Władysława oświęcimskiego, syna Mieszka cieszyńskiego), wygasła na Janie III w 1405 r.,
- oświęcimska (młodsza) (wywodziła się od Przemysława oświęcimskiego, prawnuka Mieszka cieszyńskiego), wygasła na Janie V w 1513 r.,
- bytomska (wywodziła się od Kazimierza bytomskiego, syna Władysława opolskiego),wygasła na Bolesławie w 1355 r.,
- opolska (wywodziła się od Bolesława I opolskiego, syna Władysława opolskiego), wygasła na Janie II Dobrym w 1532 r.
- raciborska (wywodziła się od Przemysława raciborskiego, syna Władysława opolskiego), wygasła na Leszku w 1336 r.

Dzielnicą senioralną z tej linii Piastów władali: Władysław II Wygnaniec, Mieszko Plątonogi, Henryk I Brodaty, Henryk II Pobożny, Bolesław Rogatka (często pomijany w zestawieniach władców dzielnicy senioralnej) i Henryk IV Probus.

### Piastowie wielkopolscy
Linia Piastów wielkopolskich wywodzi się od Mieszka III Starego (zm. 1202), księcia wielkopolskiego. Spośród jego synów jedynie Odon doczekał się męskiego potomstwa. W linii męskiej Piastowie wielkopolscy wygaśli na Przemyśle II, zamordowanym w 1296 roku, zaś w linii żeńskiej na jego siostrze stryjecznej, Jadwidze (zm. 1339).
Dzielnicą senioralną z tej linii Piastów władali: Mieszko III Stary, Władysław Laskonogi i Przemysł II. Ten ostatni został koronowany 26 czerwca 1295 r. i był tym samym czwartym królem Polski w ogóle, a pierwszym od czasów Bolesława II Szczodrego.

### Piastowie małopolscy
Linia Piastów małopolskich wywodzi się od Kazimierza II Sprawiedliwego (1138–1194), księcia krakowskiego, a później także mazowieckiego. Spośród jego synów dwóch doczekało się potomstwa – Leszek Biały (kontynuator linii małopolskiej) i Konrad I mazowiecki (założyciel linii mazowieckiej). W linii męskiej Piastowie małopolscy wygaśli na Bolesławie Wstydliwym, zmarłym w 1279 roku. Ostatnią Piastówną małopolską była Salomea (późniejsza błogosławiona), zmarła w 1268 roku.
Z tej linii Piastów w dzielnicy senioralnej, a później krakowskiej panowali Kazimierz II Sprawiedliwy, Leszek Biały i Bolesław V Wstydliwy. Należy zaznaczyć, że dzielnica senioralna była dzielnicą dziedziczną Piastów małopolskich.

### Piastowie mazowieccy
Starsza linia Piastów mazowieckich wywodzi się od Bolesława IV Kędzierzawego i wygasła na jego synu Leszku (zm. 1186), który przekazał swoją dzielnicę Kazimierzowi II Sprawiedliwemu (zm. 1194).
Młodsza linia Piastów mazowieckich wywodzi się od Konrada (zm. 1247), księcia mazowieckiego, syna Kazimierza II Sprawiedliwego. Spośród jego synów męskiego potomstwa doczekali się Kazimierz I kujawski (założyciel linii Piastów kujawskich) oraz Siemowit I, który kontynuował linię mazowiecką.
Linię mazowiecką dzieli się na dwie linie:
- płocką – wywodzącą się od Siemowita IV, także syna Siemowita III, wygasłą na Władysławie II w 1462 r.
- warszawską – wywodzącą się od Janusza I, syna Siemowita III, wygasłą w linii męskiej w 1526 roku na Januszu III.

Spośród przedstawicieli tej linii dzielnicą krakowską władał Konrad I mazowiecki.

### Piastowie kujawscy
Linia Piastów kujawskich wywodzi się od Kazimierza I (zm. 1267), księcia kujawskiego. Z tej linii Piastów dzielnicę krakowską opanował najpierw Leszek Czarny w 1279 roku po śmierci Bolesława Wstydliwego, a później po śmierci Wacława III jego przyrodni brat Władysław I Łokietek w 1306 roku, który w 1320 roku został koronowany na króla Polski. Po śmierci Łokietka w 1333 roku kolejnym królem Polskim został jego syn Kazimierz III Wielki. Ten jednak zmarł w 1370 roku, nie pozostawiając legalnego męskiego potomka, a polską koronę odziedziczył jego siostrzeniec Ludwik, król Węgier z dynastii Andegawenów (boczna linia Kapetyngów).
Linia Piastów kujawskich wymarła w linii męskiej na Władysławie Białym w 1388 roku.

## Ostatni Piastowie
Za ostatniego męskiego przedstawiciela dynastii Piastów uchodzi Jerzy Wilhelm, książę brzesko-legnicki zmarły 21 listopada 1675 w Brzegu. Ostatnią Piastówną była Karolina (zm. 1707), księżniczka legnicka.
Jerzego Wilhelma przeżył jego stryj hrabia August legnicki (August von Liegnitz), zmarły w 1679 w swym majątku Kantorowice (Kantersdorf) w księstwie brzeskim. Pochodził on jednak z małżeństwa morganatycznego i nie miał praw do nazwiska i spadku. Innym sugerowanym ostatnim męskim przedstawicielem dynastii Piastów, jednak również bez prawa do tronu czy nazwiska, był baron von und zu Hohenstein – Ferdynand II zmarły 3 kwietnia 1706, wnuk Wacława Gotfryda, naturalnego syna przedostatniego księcia cieszyńskiego Adama Wacława z jego pozamałżeńskiego związku z ochmistrzynią Małgorzatą Kostlachówną.

## Mauzolea

### Monumentum Piasteum
W Monumentum Piasteum, legnickiej nekropolii (ukończonej w 1679 i znajdującej się przy kościele św. Jana) ostatnich książąt piastowskich znajduje się panteon całej tej dynastii. Wewnętrzna kompozycja skupia się wokół centralnej kopuły jej kompozycji malarskiej, wokół której rozmieszczono sceny z najstarszych dziejów Polski i Śląska. Dopełnieniem całości jest łaciński napis, przepełniony dynastyczną dumą historyczną, który brzmi:

Bogu, Opiekunowi szczątków i pobożnym cieniom Domu Piastowskiego ten pomnik poświęcono, który wziął początek z Piasta w roku 775 ery Chrystusowej, dał Sarmacji 24 królów i licznych panujących Śląskowi 123 książąt, kościołowi 6 arcybiskupów i biskupów, Północy religię, naukę, urządzenia państwowe, świątynie, szkoły, miasta, zamki i mury obronne, dzięki władcom pobożnym, szlachetnym, świętym, dzielnym i łaskawym. Germanię ocalił od nawały tatarskiej, który na Chrystianie najlepszym i jego synu Jerzym Wilhelmie ostatnim, lecz w zasługach najpierwszym dnia 21 listopada 1675 roku przy wielkim żalu Ojczyzny, Europy i cesarza równo po dziewięciu stuleciach skończył się i zasłużył, aby Ludwika, księżna anhalcka, ostatnia matka Piastów pomnik ten zbudowała przodkom i pradziadom, jako też potomnym, małżonkowi, synowi, sobie i pozostałej córce Karolinie księżnej holsztyńskiej roku Chrystusowego 1679, płacząc nad urnami tych, z których każdy mając cnotę za herolda, a świat Północy za pomnik niczego by nie potrzebował, gdyby wcześniej od głazów nie milkło zapomnienie i niewdzięczność śmiertelnych.

Wewnętrzne przesłanie artystyczne Monumentum Piasteum odzwierciedlają słowa polskiego historyka sztuki Michała Rożka:

Legnickie mauzoleum, któremu już w roku 1679 przydano pompatyczne miano Monumentum Piasteum, jest nie tylko nekropolią ostatnich Piastów z linii brzesko-legnickiej, lecz przede wszystkim pomnikiem dynastycznym całej piastowskiej familii. Wystrój artystyczny został bez reszty podporządkowany tej idei. Zatem stanowi on panteon rodziny Piastów, będąc także znakomitym przykładem nieustannych związków Śląska z macierzą.

### Mauzoleum we Wrocławiu
W kościele św. Klary i św. Jadwigi we Wrocławiu znajduje się Mauzoleum Piastów Śląskich.

## Orzeł piastowski
Orzeł piastowski – herb dynastyczny kilku linii Piastów. Początkowo funkcjonował jako herb śląskiej linii Piastów. Po raz pierwszy jako godło książęce pojawia się na pieczęci konnej Kazimierza opolsko-raciborskiego w 1222. Później stopniowo był przejmowany jako herb przez kolejne linie Piastowskie, najpóźniej pojawił się na pieczęciach książąt mazowieckich, bo dopiero po 1271 W XIII w. Przemysł II przyjmuje srebrnego orła ukoronowanego jako godło swego państwa, funkcjonuje on od tamtej pory obok herbów osobistych królów.
Obecnie symbol orła piastowskiego znajduje się w herbach wielu miast (np.: Wrocławia, Zgorzelca, Środy Śląskiej, Bolesławca) i regionów.
Opis herbu:
- orzeł w układzie heraldycznym (czyli z głową w prawo);
- orzeł (bądź paw lub gołębica) uwieczniony był na rewersie denara Bolesława Chrobrego
- od czasów rozbicia dzielnicowego występuje w wielu odmianach, głównie kolorystycznych.

Herb Piastów małopolskich
Herb Piastów wielkopolskich, dokładnie Przemysła II
Herb Piastów dolnośląskich, pierwowzór linii dolnośląskich
Herb Piastów górnośląskich, pierwowzór linii górnośląskich
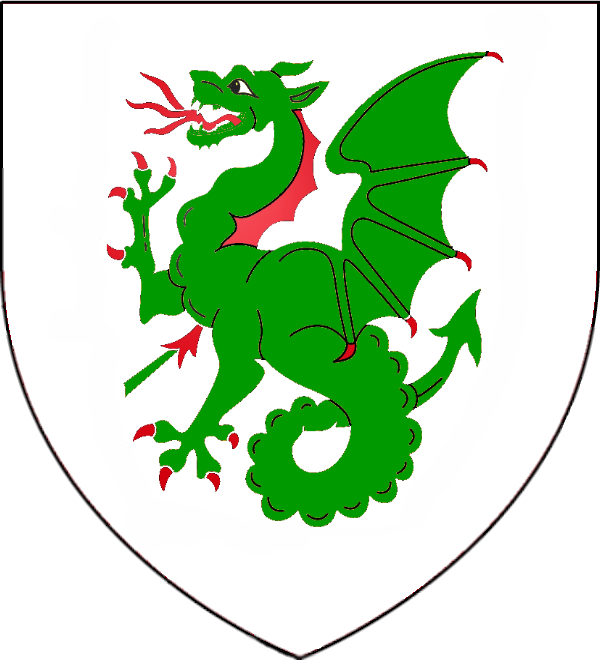
herb Piastów mazowieckich z linii czerskiej
Herb Piastów, z linii opolsko-raciborskiej
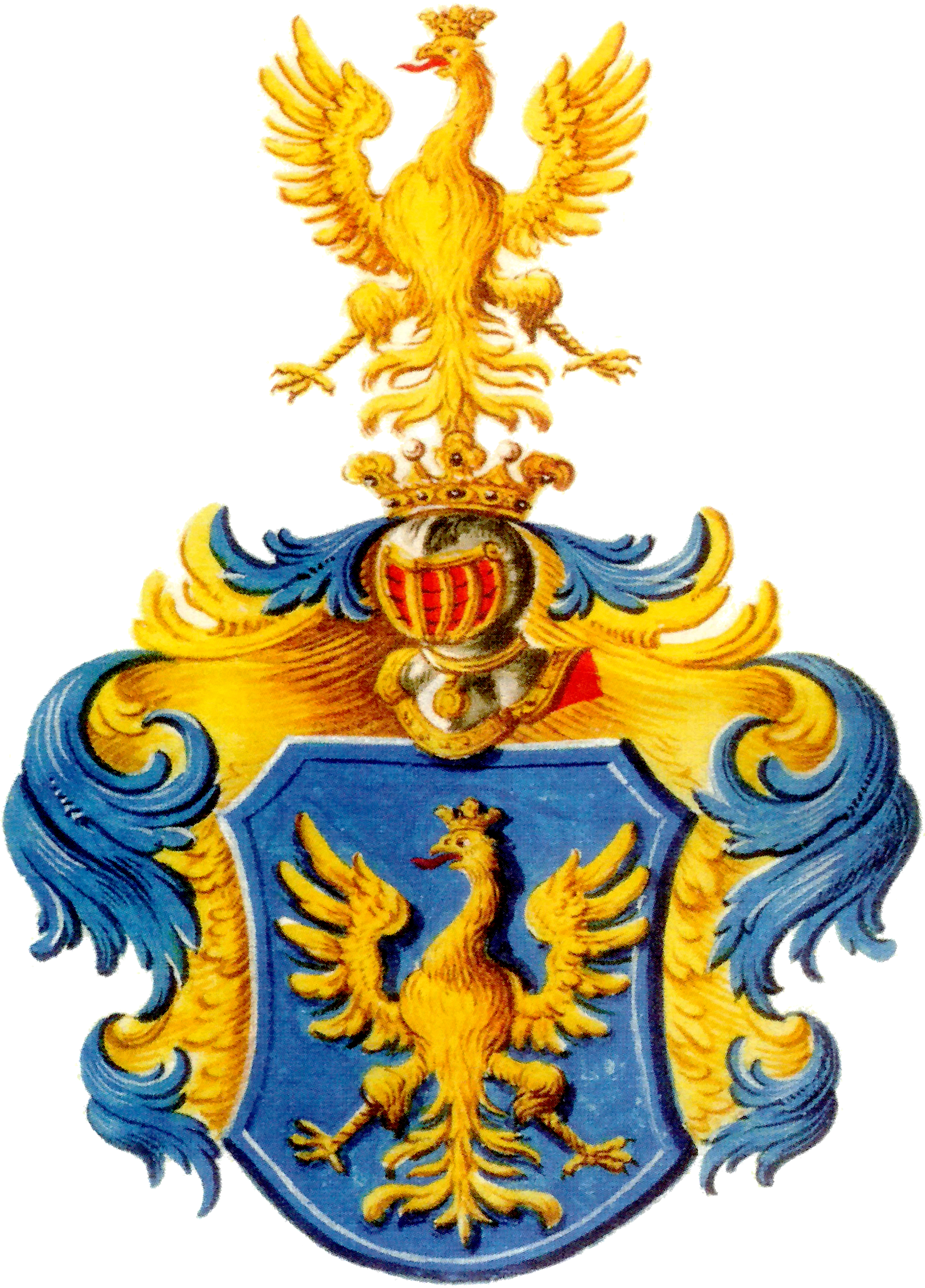
herb Piastów, z linii cieszyńskiej (późniejszy)
herb Piastów, z linii głogowskiej
herb Piastów, z linii legnicko-brzeskiej
Herb Piastów, z linii świdnicko-jaworskiej
Herb Piastów, z linii świdnicko-jaworskiej (po 1368)

## Dane statystyczne
W ciągu 800 lat istnienia rodu (IX–XVII wiek) znanych jest 591 przedstawicieli, tj. 310 mężczyzn (w tym 218 panujących) i 281 kobiet.

### Imiona
Piastowie i Piastówny nosili imiona:
- Bolesław 45 (967–1494)
- Anna 37 (1253–1642)
- Henryk 31 (ok. 1130–1614)
- Jadwiga 27 (ok. 1240–1524)
- Elżbieta 22 (przed 1154–1653)
- Konrad 22 (ok. 1164–1503)
- Władysław 20 (1043–1494)
- Agnieszka 20 (po 1088–1622)
- Jan 20 (ok. 1164–1639)
- Kazimierz 19 (1016 –1528)
- Katarzyna 18 (ok. 1255–1608)
- Eufemia 17 (ok. 1230–1447)
- Wacław 15 (ok. 1293–po 1671)
- Mieszko 13 (ok. 930–1344)
- Małgorzata 13 (ok. 1300–1531)
- Zofia 11 (ok. 1120–1660)
- Siemowit 10 (IX w.–1462)
- Przemysław 10 (1220–1484)
- Fryderyk 10 (1446–1706)
- Leszek 8 (IX w.–1339)
- Salomea 8 (ok. 1160–1514)
- Jerzy 8 (przed 1300–1664)
- Barbara 8 (ok. 1378–1631)
- Ludwik 6 (ok. 1317–1663)
- Janusz 6 (ok. 1345–1526)
- Ryksa 5 (1116–po 1238)
- Konstancja 5 (1245–ok. 1362)
- Kunegunda 5 (przed 1298–1372)
- Maria 5 (1295–1654)
- Mikołaj 5 (1321–1497)
- Siemomysł 4 (X w.–1287)
- Gertruda 4 (ok. 1025–1268)
- Eufrozyna 4 (ok. 1180–1324)
- Bernard 4 (ok. 1255–przed 1477)
- Magdalena 4 (przed 1430–po 1642)
- Adelajda 3 (ok. 935–1291)
- Judyta 3 (po 1130 –1320)
- Ludmiła 3 (ok. 1180–po 1539)
- Helena 3 (ok. 1289–1583)
- Chrystian 3 (1570–1672)
- August 2 (1619–1679)
- Świętosława 2 (ok. 970–1126)
- Otton 2 (1000–1048)
- Stefan 2 (ok. 1145–1306)
- Albert 2 (ok. 1150–ok. 1370)
- Wierzchosława 2 (przed 1153–ok. 1200)
- Berta 2 (przed 1160–po 1311)
- Trojden 2 (1284–1427)
- Beatrycze 2 (ok. 1290–1364)
- Rupert 2 (ok. 1343–1431)
- Joachim 2 (1550–1613)
- Ernest 2 (1614–1631)
- Rudolf 2 (1414–1633)
- Zygmunt 2 (1431–1664)
- Adam 2 (1574–1617)
- Dorota 2 (1622–1629)
- Czcibor 1 (ok. 935–po 972)
- Świętopełk 1 (ok. 980–przed 992)
- Lambert 1 (ok. 981–po 992)
- Bezprym 1 (zap. 987–1032)
- Regelinda 1 (989–po 1014)
- Dytryk 1 (ok. 1000–po 1032)
- Matylda 1 (po 1017–po 1035)
- Zbigniew 1 (1073–po 1112)
- Dobroniega 1 (przed 1129–po 1147)
- Jarosław 1 (ok. 1142–po 1284)
- Odon 1 (ok. 1144–1194)
- Olga 1 (ok. 1158–ok. 1178)
- Zbysława 1 (ok. 1171–po 1213)
- Anastazja 1 (przed 1164– po 1240)
- Eudoksja 1 (przed 1222–po 1238)
- Więcesława 1 (ok. 1225–po 1230)
- Fenenna 1 (przed 1277–1295)
- Wiola 1 (ok. 1290–1317)
- Beata 1 (ok. 1323–1331)
- Jolanta 1 (ok. 1330–1403)
- Elencza 1 (ok. 1335–1339)
- Niemierza 1 (po 1341–1386)
- Juta 1 (przed 1346–po 1378)
- Bolka 1 (1353–1428)
- Guta 1 (p. 1358–1413)
- Mikłusz (Mikołaj?) 1 (przed 1387–po 1417)
- Cymbarka 1 (1394–1429)
- Aleksander 1 (ok. 1395–1444)
- Amelia 1 (ok. 1397–1424)
- Baltazar 1 (ok. 1413–1472)
- Scholastyka 1 (ok. 1425–ok. 1486)
- Aleksandra 1 (ok. 1427–1460)
- Machna 1 (ok. 1446–ok. 1470)
- Elekta 1 (ok. 1460–1507)
- Stanisław 1 (1501–1524)
- Emilia 1 (1563–1618)
- Sabina 1 (1571–1572)
- Sybilla 1 (1620–1657)
- Joanna 1 (1636–1673)
- Karolina 1 (1652–1707)

### Małżeństwa
Znanych jest 328 małżeństw Piastów. Ród zawierał najczęściej związki matrymonialne z przedstawicielami:
- Piastowie 52 (mariaże Piastów śląskich z nieśląskimi 23, śląscy ze śląskimi 28, wielkopolsko-kujawskie 1)
- Przemyślidzi 25 (w tym 12 ze śląskimi)
- Rurykowicze 23 (w tym książęta kijowscy 8, haliccy 7, nowogrodzcy 2, inni 6)
- możni (magnaci) niemieccy 21
- Askańczycy 14
- możni (magnaci) czescy 13
- Giedyminowicze 12
- możni (magnaci) polscy 11
- Wettynowie 11
- Podiebradowie 9
- Hohenzollernowie 8
- Gryfici 8
- Arpadowie 8
- możni (magnaci) węgierscy 8 (w tym Batory 1, Zapolya 2)
- Wittelsbachowie 7
- książęta Anhaltu 5
- Habsburgowie 5
- stan mieszczański 5
- królowie Szwecji 4 (r. Ynglingów 1, r. Sverkera 1, r. Eryka 1, r. Folkungów 1)
- możni (magnaci) litewscy 4 (w tym Radziwiłłowie herbu Trąby 1)
- Sobiesławice 4
- Dynastia meklemburska 4
- Luksemburgowie 4
- Dynastia wirtemberska 3
- Ekkehardyni 2
- Babenbergowie 2
- Andegawenowie 2
- Dynastia holsztyńska 2
- Dynastia nassauska 2
- Welfowie 2
- Dynastia Haidesleben 1
- Dynastia Sachsenbume 1
- książęta słowiańscy 1
- królowie Danii 1 (dynastia Gorma)
- palatynowie reńscy 1
- Kettlerowie (Kurlandia) 1
- możni (magnaci) francuscy 1
- Dynastia salicka 1
- Dynastia z Châtenois (lotaryńska) 1
- książęta rugijscy 1
- książęta żmudzcy 1
- Dynastia Trojdena (litewska) 1
- Kotromanić 1
- Dynastia brabancka 1
- możni (magnat) Słowenii 1
- Kapetyngowie (boczna) 1
- Dynastia z Urgell (barcelońska) 1
- Andesch (Meran) 1
- Subić 1
- Jagiellonowie 1
- Basarabowie (Wołoszczyzna) 1
- burgrabowie Magdeburga 1
- księżna Bułgarka 1
- ks. Liechtenstein 1

### Długowieczni Piastowie i Piastówny[g]

#### Kobiety
1. Gertruda córka Mieszka II ur. ok. 1025, zm. 4 I 1108 ok. 83 lata
2. Świętosława Swatawa córka Kazimierza Odnowiciela ur. ok. 1044, zm. 1 IX 1126 ok. 82 lat
3. Jadwiga córka Jana I żagańskiego ur. ok. 1416, zm. 14 V 1497 ok. 81 lat
4. Anna córka Bolka III opolskiego, ur. ok. 1377, zm. 1456, ok. 79 lat
5. Eufemia córka Siemowita III ur. przed 1341, zm. po 9 V 1418 ok. 78 lat
6. Anastazja c. Mieszka Starego, ur. przed 1164, zm. po 31 V 1240 ok. 77 lat
7. Elżbieta Łokietkówna, ur. ok. 1305, zm. 1380, ok. 75 lat
8. Bolka bytomska c. Bolesława bytomskiego, ur. ok. 1353, zm. 1428, ok. 75 lat
9. Jadwiga c. Bolesława Pobożnego, ur. ok. 1266, zm. 10 XII 1339 ok. 73 lata
10. Jolanta Helena c. Kazimierza I cieszyńskiego. ur. ok. 1330, zm. 20 III 1403, ok. 73 lat
11. Eufemia c. Bolka III ziębickiego, ur. ok. 1375. zm. 17 XI 1447, ok. 72 lata
12. Elżbieta c. Henryka V Brzuchatego, ur. ok. 1285, zm. 1357 ok. 72 lata
13. Eufemia, c. Henryka VI Dobrego, ur. 1312 lub 1313, zm. po 1384 ok. 72 lata
14. Wierzchosława Ludmiła c. Mieszka Starego, ur. przed 1153, zm. 1223 ok. 71 lat
15. Małgorzata c. Jana I żagańskiego, ur. ok. 1420, zm. 1491 ok. 71 lat
16. Anna c. Jana II oświęcimskiego, ur. ok. 1370, zm. 1440, ok. 70 lat

#### Mężczyźni
1. Janusz I Starszy ur. ok. 1345, zm. XI 1429 ok. 84 lat
2. Ludwik I brzeski ur. ok. 1317, zm. XII 1398 ok. 81 lat
3. Bernard niemodliński ur. ok. 1376, zm. IV 1455, ok. 79 lat
4. Kazimierz I cieszyński ur. ok. 1280, zm. 1358, ok. 78 lat
5. Kazimierz II cieszyński ur. ok. 1450, zm. 1528 ok. 78 lat
6. Władysław Biały ur. ok. 1310, zm. 1 III 1388 ok. 78 lat
7. Henryk IX Starszy ur. ok. 1390, zm. 11 XI 1467 ok. 77 lat
8. Jan Dobry ur. ok. 1455, zm. 27 III 1532 ok. 77 lat
9. Przemysław I Noszak ur. ok. 1334, zm. 23 V 1410, ok. 76 lat
10. Mieszko III Stary ur. 1126 lub 1127, zm. 13 III 1202 75 lub 76 lat, ewentualnie ur. 1122/25, zm. 1202, 80 lub 77 lat[10]
11. Bolesław I Wysoki ur. zap. 1127, 8 XII 1201 74 lata
12. Konrad I oleśnicki ur. ok. 1292, zm. 1366 ok. 74 lata
13. Mieszko I Plątonogi ur. ok. 1138, 16 V 1211 ok. 73 lata
14. Władysław Opolczyk ur. ok. 1328, zm. 1401, ok. 73 lat
15. Władysław Łokietek ur. 1260 lub 1261, zm. 2 III 1333 72 lub 73 lata
16. Władysław bytomski ur. ok. 1280, zm. 1352 ok. 72 lat
17. Bolko IV opolski ur. ok. 1365, zm. 6 V 1437 ok. 72 lat
18. Konrad X Biały ur. ok. 1420, zm. 21 IX 1492, 72 lat
19. Bolesław niemodliński ur. ok. 1292, zm. 1363, 71 lat
20. Wacław II legnicki ur. 1348, zm. 30 XII 1419 71 lat
21. Siemowit IV ur. przed 1357, zm. 30 IV 1426, ok. 70 lat
22. Henryk I Brodaty ur. ok. 1168, zm. 19 III 1238, ok. 70 lat

### Stan duchowny
Stan duchowny wybrało 27 mężczyzn i 58 kobiet (łącznie 85 osób)
Dwóch przedstawicieli rodu było arcybiskupami:
- Bolesław toszecki – arcybiskup ostrzyhomski,
- Władysław wrocławski – arcybiskup salzburski i administrator biskupstwa wrocławskiego

Dziewięciu zaś biskupami:
- Jarosław opolski – biskupem wrocławskim
- Mieszko bytomski – biskupem nitrzańskim i veszprémskim
- Henryk mazowiecki – biskupem płockim
- Jan Kropidło – biskupem poznańskim, włocławskim, kamieńskim, chełmińskim i ponownie włocławskim
- Wacław legnicki – biskupem lubuskim i wrocławskim
- Henryk legnicki – biskupem włocławskim
- Konrad oleśnicki – biskupem wrocławskim
- Aleksander mazowiecki – biskupem trydenckim
- Kazimierz płocki – biskupem płockim

trzech było mnichami (Bezprym, Zbigniew i Władysław Biały)

trzech przeorami joannitów (Mieszko bytomski – Węgry, Siemowit cieszyński – Polska, Czechy, Morawy, Austria, Rupert II – Polska, Czechy i Morawy)

dwóch zaś członkami zakonu krzyżackiego (Konrad VII Biały i Henryk I ziębicki)

Wreszcie ośmiu mogło się pochwalić niższymi urzędami kościelnymi
Kobiety były w 29 przypadkach ksieniami w klasztorach i 28 mniszkami.
Zanotowano sześć porzuceń kariery duchownej wśród mężczyzn (Bezprym, Zbigniew, Konrad I głogowski, Henryk mazowiecki, Bolesław IV legnicki, Jan I Oświęcimski), oraz dwa porzucenia kariery duchownej wśród kobiet (Elżbieta wrocławska i Elżbieta cieszyńska).
Piastówny były ksieniami w:
- w Trzebnicy 14
- klarysek we Wrocławiu 8
- w Starym Sączu 3
- w Strzelinie 3
- dominikanek w Raciborzu 1
- w Niemczech 1
- klarysek krakowskich 1
- Owińska 1

mniszkami zaś:
- u klarysek we Wrocławiu 9
- dominikanki w Raciborzu 3
- u klarysek starej Budzie 2
- w Niemczech 2
- u klarysek w Strzelinie 2
- u klarysek w Gnieźnie 2
- w Skale 2
- w Trzebnicy 1
- NN miejsce w Polsce 1
- w Strzelnie 1
- św. Jerzego w Pradze 1
- u dominikanek św. Jakuba w Sandomierzu 1
- w Zawichoście (potem Skała) 1

### Koronacje królewskie
Mężczyźni na króla Polski koronowali się sześciokrotnie:
1. Bolesław I Chrobry 1025
2. Mieszko II Lambert 1025
3. Bolesław II Śmiały 1076
4. Przemysł II 1295
5. Władysław I Łokietek 1320
6. Kazimierz III Wielki 1333

Kobiety królowymi były czternastokrotnie:
1. Świętosława polska 985 (Szwecja), 998 (Dania)
2. Świętosława Swatawa 1085 (Czechy)
3. Ryksa polska 1130 (Szwecja), ok. 1140 (Szwecja)
4. Ryksa śląska 1152 (Kastylia)
5. Salomea małopolska 1214 (Księstwo halicko-wołyńskie)
6. Fenenna kujawska 1290 (Węgry)
7. Ryksa Elżbieta 1303 (Polska i Czechy)
8. Wiola Elżbieta cieszyńska 1305 (Czechy)
9. Maria bytomska 1306 (Węgry)
10. Beatrycze jaworska 1314 (Rzym)
11. Jadwiga 1320 (Polska)
12. Elżbieta Łokietkówna 1320 (Węgry)
13. Anna świdnicka 1353–1355 (Czechy, Niemcy i Rzym)
14. Jadwiga żagańska 1365 (Polska)

### Nienaturalne zgony według źródeł (nie zawsze potwierdzone)
w bitwie
1. NN brat Mieszka I 963–965
2. Henryk Sandomierski 1166
3. Bolesław Mieszkowic 1195
4. Henryk II Pobożny 1241
5. Siemowit I mazowiecki 1262
6. Przemko ścinawski 1289
7. Kazimierz II łęczycki 1294
8. Bolesław III płocki 1351
9. Jan ziębicki 1428
10. Rudolf żagański 1454
11. Władysław cieszyński 1460

zamachy i morderstwa
1. Bezprym 1032
2. Otton Bolesławowic 1033
3. Leszek Biały 1227
4. Władysław III Laskonogi 1231
5. Przemysł II 1296
6. Przemysław oświęcimski 1406
7. Baltazar I żagański 1472
8. Mikołaj II niemodliński 1497
9. Jan V zatorski 1513

otrucia
1. Mieszko Bolesławowic 1089
2. Kazimierz II Sprawiedliwy 1194
3. Henryk III Biały 1266
4. Władysław wrocławski 1270
5. Konrad I głogowski 1273/4
6. Henryk IV Probus 1290
7. Przemko głogowski 1331
8. Bolesław Jerzy II 1340
9. Władysław cieszyński 1355
10. Henryk mazowiecki 1392/3
11. Henryk VIII legnicki 1398
12. Siemowit VI 1461/2
13. Władysław II płocki 1462
14. Henryk XI głogowski 1476
15. Janusz II 1495
16. Stanisław mazowiecki 1524
17. Janusz III 1526
18. Henryk XI legnicki 1588

wypadki
1. Bolesław Kazimierzowic 1182
2. Konrad Kędzierzawy 1213
3. Kazimierz III Wielki 1370
4. Bolesław IV legnicki 1394
5. Henryk VIII Wróbel 1397
6. Wacław żagański 1430/1

### Znane dzieci ze związków pozamałżeńskich
1. Jarosław zm. po 1284, rodzice: Bolesław II Rogatka i NN
2. Niemierza zm. po 4 III 1386, rodzice: Kazimierz Wielki i NN
3. Jan zm. po 28 X 1383, rodzice: Kazimierz Wielki i NN
4. Pełka zm. przed 3 XI 1370, rodzice: Kazimierz Wielki i NN
5. Mikłusz zm. po 29 VI 1417, rodzice: Siemowit IV i NN
6. Jan zm. po 14 VIII 1521, rodzice: Jan V zatorski i NN
7. Wacław Gotfryd Hohenstein zm. po 1671, rodzice: Adam Wacław cieszyński i Małgorzata Kostlachówna
8. Magdalena zm. po 1661 rodzice: Fryderyk Wilhelm cieszyński i NN[j]